# Tabletka musująca
Tabletka musująca (łac. tabuletta effervescens) – tabletka, którą przed użyciem należy rozpuścić w wodzie. W wyniku reakcji kwasu organicznego z wodorowęglanem sodu powstaje dwutlenek węgla, który przyspiesza rozpad tabletki, maskuje nieprzyjemny smak związków czynnych zawartych w tabletce oraz przyspiesza ich wchłanianie.  

## Masa tabletkowa
Podstawowymi składnikami tabletek musujących, oprócz substancji leczniczej, jest kwas organiczny (winowy lub cytrynowy) oraz węglany (najczęściej wodorowęglan sodu). Ilość kwasu i węglanów oblicza się z równania reakcji zobojętniania. Nadmiar jednego ze składników umożliwia otrzymanie roztworu kwaśnego lub zasadowego. Większą wytrzymałość mechaniczną tabletek otrzymuje się po zastosowaniu nie pojedynczego kwasu, lecz mieszaniny kwasu winowego i cytrynowego. Stabilność tabletek zwiększa też stosowanie zmodyfikowanego (w procesie ogrzewania) wodorowęglanu sodu.  

## Sposoby produkcji
Masę tabletkową wytwarza się metodą suchą lub mokrą. W metodzie mokrej granuluje się razem lub oddzielnie kwas i wodorowęglan sodu. Jako środek zwilżający stosowany jest  etanol, alkohol izopropylowy lub alkoholowy roztwór poliwinylopirolidonu. W metodzie suchej mają zastosowanie dwa rodzaje postępowania. Według pierwszego mieszaninę wodorowęglanu i kwasu cytrynowego ogrzewa się do temp. 100 °C. Czynnikiem granulującym jest tu woda krystalizacyjna kwasu cytrynowego lub powstała w wyniku częściowego rozkładu wodorowęglanu do węglanu. Drugie postępowanie polega na prasowaniu mieszaniny proszków, rozdrabnianiu i tabletkowaniu.
Niezależnie od metody otrzymywania tabletek musujących, masa tabletkowa musi się charakteryzować małą zawartością wilgoci, z reguły poniżej 1%.
Tabletkowanie i pakowanie w Polsce powinno przeprowadzać się w pomieszczeniach klimatyzowanych, w których panuje wilgotność względna 20–25% i temperatura 20–25 °C.  

## Opakowania tabletek musujących
Najczęściej tabletki musujące są pakowane w blistry z folii aluminiowej, laminowanej polietylenem lub w hermetycznie zamykane fiolki. Do zamykania fiolek stosuje się korki zawierające wkładkę z substancją pochłaniającą wilgoć (żel krzemionkowy).
Tabletek nie należy przechowywać w temp. powyżej 25 °C, gdyż następuje powolny rozkład wodorowęglanu sodu do węglanu, wydziela się woda i dwutlenek węgla. Woda rozpoczyna reakcję zobojętniania, tabletki ulegają destrukcji.  

## Badanie czasu rozpadu tabletki
Czas, w którym tabletka w odpowiednim środowisku ulegnie rozpadowi lub rozpuszczeniu, jest jednym z czynników informujących o jej wartości leczniczej, gdyż jest to związane z jej szybkością wchłaniania. Wg Farmakopei Polskiej V (FPV) czas ten nie powinien przekraczać 5 minut.

## Zastosowanie
Tabletki musujące są stosowane jako produkty przemysłu farmaceutycznego i dietetycznego od ponad dwóch stuleci. Początkowo były to próby odtworzenia składu związków chemicznych, występujących naturalnie  wodach mineralnych.
Obecnie wiele preparatów leczniczych jak i suplementów diety występuje w postaci tabletek musujących i granulatów.
Tabletki musujące występują powszechnie także poza rynkiem farmaceutycznym.